# Будкі-Пясецькі
Будкі-Пясецькі (пол. Budki Piaseckie) — село в Польщі, у гміні Тересін Сохачевського повіту Мазовецького воєводства.
Населення — 206 осіб (2011).
У 1975-1998 роках село належало до Скерневицького воєводства.

## Демографія
Демографічна структура станом на 31 березня 2011 року:
|          | Загалом | Допрацездатний вік | Працездатний вік | Постпрацездатний вік |
| -------- | ------- | ------------------ | ---------------- | -------------------- |
| Чоловіки | 103     | 33                 | 62               | 8                    |
| Жінки    | 103     | 21                 | 66               | 16                   |
| Разом    | 206     | 54                 | 128              | 24                   |